# Dreikaiserbund
Der Dreikaiserbund war ein am 18. Juni 1881 abgeschlossenes geheimes Neutralitätsabkommen zwischen dem Deutschen Reich, Österreich-Ungarn und Russland.

## Das Scheitern des Dreikaiserabkommens auf dem Berliner Kongress
Der Dreikaiserbund setzte das zwischenzeitlich auseinandergebrochene Dreikaiserabkommen von 1873 fort und war Teil von Bismarcks Neuaufbau seines Bündnissystems nach dem Berliner Kongress von 1878. Dieser Neuaufbau war nötig geworden, als der russische Kanzler Gortschakow das Dreikaiserabkommen aufkündigte. Er war enttäuscht, dass das Deutsche Reich auf dem Berliner Kongress nicht Partei für die russischen Forderungen ergriffen hatte und der Frieden von San Stefano (machtpolitisch vor allem zugunsten Österreich-Ungarns) weitgehend revidiert worden war.
Tatsächlich war das russische Verhältnis zu Großbritannien und Frankreich wegen der erzwungenen Revision von San Stefano erheblich belastet und als einzige Alternative schien sich ein erneutes Zusammengehen mit dem Deutschen Reich und Österreich-Ungarn anzubieten. Gortschakow hatte auf dem Berliner Kongress einen Fehler gemacht, als er seine Zusammenarbeit mit dem britischen Premier Benjamin Disraeli fortsetzte. Seitens Großbritannien gab es keine Gegenleistung für die Beendigung des Dreikaiserabkommens.
Um die Revision von San Stefano vollständig durchzusetzen, griffen die britischen Truppen auf Disraelis Befehl im November 1878 das Emirat Afghanistan an. Als Gegenleistung dafür bekam Großbritannien auf dem Berliner Kongress vom Osmanischen Reich die Insel Zypern. Von Afghanistan aus sollten die britischen Truppen das unter russischem Protektorat stehende Emirat Buchara „bedrohen“, wenn Russland das Osmanische Reich erneut angreift oder den Vertrag von San Stefano durchsetzen möchte. Allerdings brauchten die britischen Truppen im 2. Anglo-Afghanischen Krieg zwei Jahre, um Afghanistan unter Kontrolle zu bringen.

## Inhalt des Dreikaiserbundes
Am 18. Juni 1881 schlossen Russland, das Deutsche Reich und Österreich-Ungarn den Dreikaiserbund. Die Vertragspartner verpflichteten sich auf drei Jahre zu wohlwollender Neutralität in einem potentiellen Krieg mit einer vierten Partei und vereinbarten eine Konsultationspflicht für ihre Aktivitäten auf dem Balkan. Das Deutsche Reich konnte sich so der russischen Neutralität in einem etwaigen französisch-deutschen Krieg sicher sein, während Russland mit der reichsdeutschen und österreichisch-ungarischen Neutralität im Falle eines Krieges gegen Großbritannien wegen der Meerengenfrage oder gegen das Osmanische Reich auf dem Balkan abgesichert war (Orientalische Frage).

## Folgen des Dreikaiserbundes

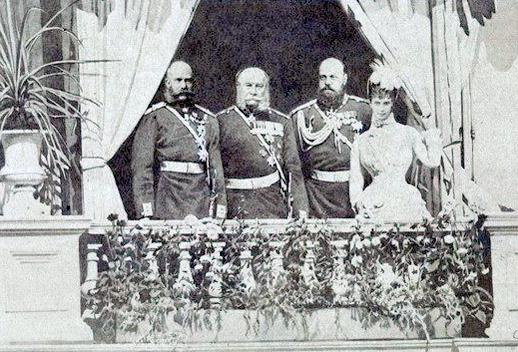
Auf dem Dreikaisertreffen am 17. September 1884 in Skierniewice bestätigten die drei Kaiser die Verlängerung des Dreikaiserbundes. Von links nach rechts auf dem Balkon: Der österreichisch-ungarische Kaiser Franz Joseph I., der deutsche Kaiser Wilhelm I., der russische Zar Alexander III. und die russische Zarin Maria Fjodorowna.

Durch den Dreikaiserbund bekam Russland freie Hand in Zentralasien. Als Reaktion auf die Besetzung Afghanistans durch britische Truppen begann die russische Armee mit der Besetzung der südtranskaspischen Region im Jahre 1881, die auf dem Gebiet des heutigen Turkmenistan liegt. Dieser Prozess dauerte bis zum Jahre 1885, der in einem militärischen Zwischenfall zwischen russischen und anglo-afghanischen Truppen in der Nähe der Stadt Kuschka gipfelte. Das Ziel der russischen Diplomatie nach der Besetzung Südtranskaspiens lag darin, Afghanistan als Pufferzone zwischen dem Russischen Kaiserreich und Britisch-Indien durchzusetzen.
Zwischen April 1884 und Januar 1885 erwarb das Deutsche Reich Kolonien in Afrika. Im Falle eines militärischen Konfliktes mit Großbritannien dort war durch den Dreikaiserbund die Neutralität Russlands und Österreich-Ungarns garantiert.

## Verlängerung und Bruch des Dreikaiserbundes
Der belastende Balkangegensatz zwischen Russland und Österreich-Ungarn konnte jedoch auch durch den Dreikaiserbund nicht überbrückt werden. Zwar wurde er trotz Spannungen zwischen Wien und Sankt Petersburg am 27. März 1884 noch einmal verlängert. Durch den erneut offenen Ausbruch der Rivalität beider Staaten auf dem Balkan in der Bulgarischen Krise 1885/86 zerbrach der Dreikaiserbund. Bismarck versuchte, seine Bündnispolitik mit dem sogenannten System der Aushilfen zu retten.
„Bismarck selbst kam sich“ – laut Rudolf Augstein – beim Dreikaiserbund „wie ein Mann vor, der zwei Kettenhunde an der Leine hielt, die er ständig hindern mußte, einander an die Kehle zu fahren.“

## Das Ende des Dreikaiserbundes und seine Folgen
Vorrangiges Ziel Bismarcks nach dem Ende des Dreikaiserbundes war es, der sich mit der Entfremdung Russlands abzeichnenden Gefährdung der Sicherheit des Deutschen Reiches durch ein erneutes Vertragsverhältnis zu begegnen. In der Folge übte Bismarck enormen politischen und wirtschaftlichen Druck auf Russland aus, um es wieder in ein Vertragsverhältnis zurückzuführen und ihm eine drohende Isolation im europäischen Mächtesystem vor Augen zu führen. Direkte Folge des Scheiterns des Dreikaiserbundes war der Abschluss des Rückversicherungsvertrags und der Mittelmeerentente.